# 24. Infanterie-Brigade (Deutsches Kaiserreich)
Die 24. Infanterie-Brigade war ein Großverband der Preußischen Armee.

## Geschichte
Die 24. Infanterie-Brigade wurde am 5. September 1818 als Infanterie-Brigade der 12. Division in Neiße errichtet, am 22. Dezember 1918 in 12. Infanterie-Brigade und am 29. April 1852  in 24. Infanterie-Brigade umbenannt. Ihr Standort war bis zum Kriegsende in Neiße; sie war Teil der 12. Division mit Standort in Neiße, die dem VI. Armee-Korps in Breslau zugeordnet war.

### Gliederung
- 1820

10. Infanterie-Regiment (1. Schlesisches), 23. Infanterie-Regiment (4. Schlesisches)
- 1821 bis 1851

22. Infanterie-Regiment (3.Schlesisches), 23. Infanterie-Regiment (4. Schlesisches)
- 1852 bis 1859

23. Infanterie-Regiment, 23. Landwehr-Regiment
- 1860 bis 1867

2. Oberschlesisches Infanterie-Regiment Nr. 23, 4. Oberschlesisches Infanterie-Regiment Nr. 63, 2. Oberschlesisches Landwehr-Regiment Nr. 23
- 1868 bis 1881

2. Oberschlesisches Infanterie-Regiment Nr. 23, 4. Oberschlesisches Infanterie-Regiment Nr. 63, 2. Oberschlesisches Landwehr-Regiment Nr. 23, 4. Oberschlesisches Landwehr-Regiment Nr. 63
- 1882 bis 1888

2. Oberschlesisches Infanterie-Regiment Nr. 23, 4. Oberschlesisches Infanterie-Regiment Nr. 63, Infanterie-Regiment Nr. 132, 2. Oberschlesisches Landwehr-Regiment Nr. 23, 4. Oberschlesisches Landwehr-Regiment Nr. 63
- 1888

Infanterie-Regiment Keith (1. Oberschlesisches) Nr. 22, 2. Oberschlesisches Infanterie-Regiment Nr. 23, 4. Oberschlesisches Infanterie-Regiment Nr. 63, 2. Oberschlesisches Landwehr-Regiment Nr. 23, 4. Oberschlesisches Landwehr-Regiment Nr. 63
- 1889 bis 1890

Wie vor, ohne Landwehr-Regimenter
- 1891 bis 1913

Infanterie-Regiment von Winterfeldt (2. Oberschlesisches) Nr. 23, 4. Oberschlesisches Infanterie-Regiment Nr. 63
- 1914

Infanterie-Regiment von Winterfeldt (2. Oberschlesisches) Nr. 23, 3. Oberschlesisches Infanterie-Regiment Nr. 62
- Kriegsgliederung bei der Mobilmachung im August 1914

Wie vor

### Deutscher Krieg 1866
Die Brigade nahm im Verband der 12. Division am 3. Juli 1866 an der Schlacht bei Königgrätz teil.

### Deutsch-Französischer Krieg 1870/1871
Im Deutsch-Französischen Krieg war die Brigade
an den Schlachten von Gravelotte, Bellevue Orléans, Schlacht bei Mars-la-Tour sowie an der Belagerung von Metz beteiligt.

### Erster Weltkrieg
Mit der Mobilmachung im August 1914 musste die Brigade das Brigade Ersatz Bataillon 24 aufstellen und kam im Verband der 12. Division ausschließlich an der Westfront zum Einsatz.
Zu den Kampfhandlungen, Gefechten und Schlachten siehe Kampfgeschehen der 12. Division.

### Brigadekommandeure
| Name                                       | Datum                                               |
| ------------------------------------------ | --------------------------------------------------- |
| 12. Infanterie.Brigade                     |                                                     |
| Franz Ferdinand Karl von Klüx              | 5. September 1818 bis 29. März 1833                 |
| Ernst Maximilian von Troschke              | 30. März 1833 bis 29. März 1837                     |
| August Ferdinand von Arnauld de la Perière | 30. März 1837 bis 14. Juli 1843                     |
| Wilhelm von Felden                         | 15. Juli 1843 bis 1. Januar 1849                    |
| Karl Wilhelm Bonsac                        | 2. Januar 1849 bis 16. April 1851                   |
| Karl Anton von Hohenzollern-Sigmaringen    | 17. April 1851 bis 14. April 1852                   |
| Heinrich Alexander Rudolf von Horn         | 15. April 1852 bis 4. Mai 1852                      |
| 24. Infanterie-Brigade                     |                                                     |
| Heinrich Alexander Rudolf von Horn         | 4. Mai 1852 bis 29. Oktober 1856                    |
| Wolf Benno von Schlegel                    | 30. Oktober 1856 bis 18. Mai 1859                   |
| Friedrich August von Othegraven            | 19. Mai 1859 bis 18. Mai 1863                       |
| Hermann Alexander von Bojanowski           | 19. Mai 1863 bis 2. April 1866                      |
| Karl Eugen Lukas von Cranach               | 3. April 1866 bis 4. November 1867                  |
| Ferdinand von Natzmer                      | 5. November 1867 bis 6. Juli 1868                   |
| Hermann von Fabeck                         | 7. Juli 1868 bis 6. Juni 1871                       |
| Rudolf von Bessel                          | 7. Juni 1871 bis 19. Februar 1873                   |
| Burkhard von Schmeling                     | 20. Februar 1873 bis 12. Oktober 1877               |
| Anton von Massow                           | 13. Oktober 1877 bis 14. Mai 1883                   |
| Otto von Halfenwang                        | 15. Mai 1883 bis 14. November 1887                  |
| Gustav Kreckel                             | 15. November 1887 bis 15. Februar 1889              |
| Alexander Johannes                         | 16. Februar 1889 bis 15. Juni 1891                  |
| Philipp Münch                              | 16. Juni 1891 bis 13. Mai 1894                      |
| August von Schmeling                       | 14. Mai 1894 bis 14. Februar 1896                   |
| Hubert von Weise                           | 15. Februar 1896 bis 21. März 1897                  |
| Nikolaus von und zu Egloffstein            | 22. März 1897 bis 15. Juni 1900                     |
| Hermann von Randow                         | 16. Juni 1900 bis 21. März 1903                     |
| Emil von Scotti                            | 22. März 1903 bis 15. Oktober 1906                  |
| Erich August Hans Magnus von Schon         | 16. Oktober 1906 bis 26. Juli 1908                  |
| Friedrich von Wysczecki                    | 27. Juli 1908 bis 20. April 1911                    |
| Klaus von Bismarck                         | 21. April 1911 bis 31. März 1913                    |
| Bernhard Boeß                              | 1. April 1913 bis 3. Juli 1914                      |
| Hermann von der Heyde                      | 4. Juli 1914 bis 4. August 1916                     |
| Max Transfeldt                             | 5. August 1916 bis 29. Dezember 1916                |
| Richard von Rath                           | 30. Dezember 1916 bis 9. Februar 1917               |
| Georg zur Megede                           | 10. Februar 1917 bis 20. April 1918                 |
| Hans von Dewall                            | 21. April 1918 bis 8. Juli 1918                     |
| Karl Ullmann                               | 9. Juli 1918 bis 31. August 1918                    |
| Otto Kersten                               | 1. September 1918 bis Kriegsende                    |
| Friedrich von Seydlitz und Ludwigsdorf     | 20. Januar 1919 bis 28. Juli 1919 (Demobilisierung) |